# Linaria spartea
Linaria spartea là một loài thực vật có hoa trong họ Mã đề. Loài này được (L.) Chaz. mô tả khoa học đầu tiên năm 1790.

## Hình ảnh

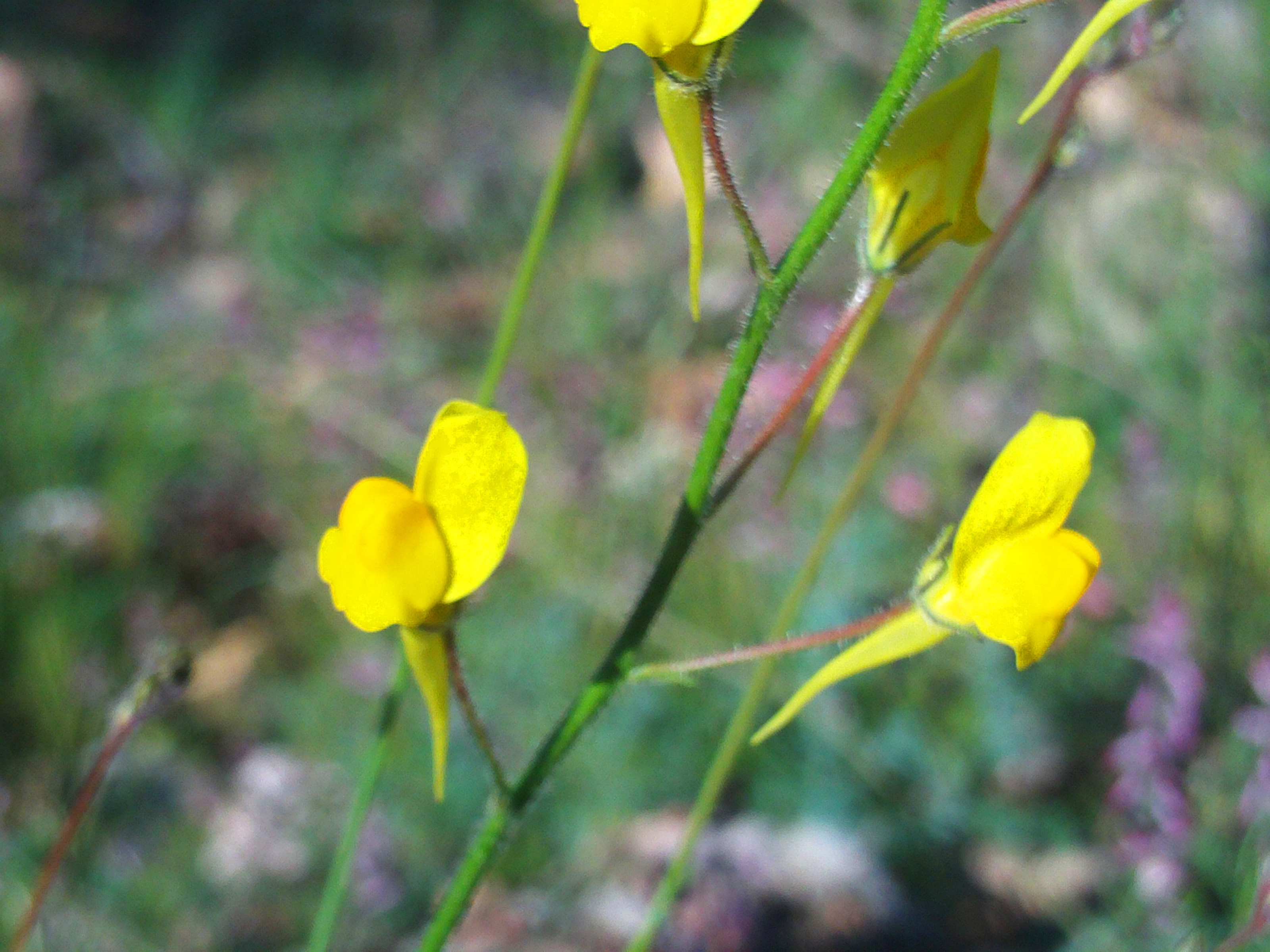
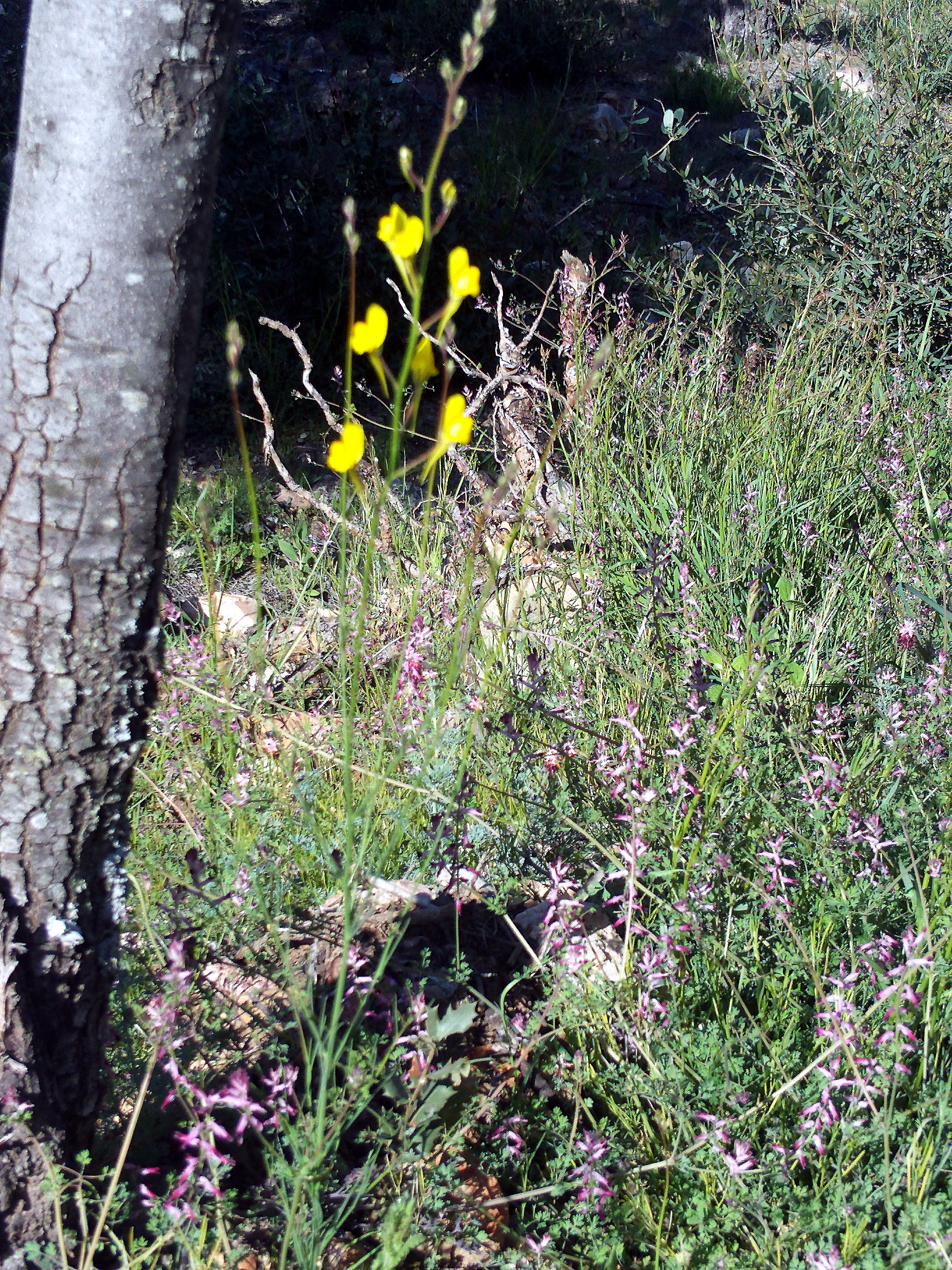
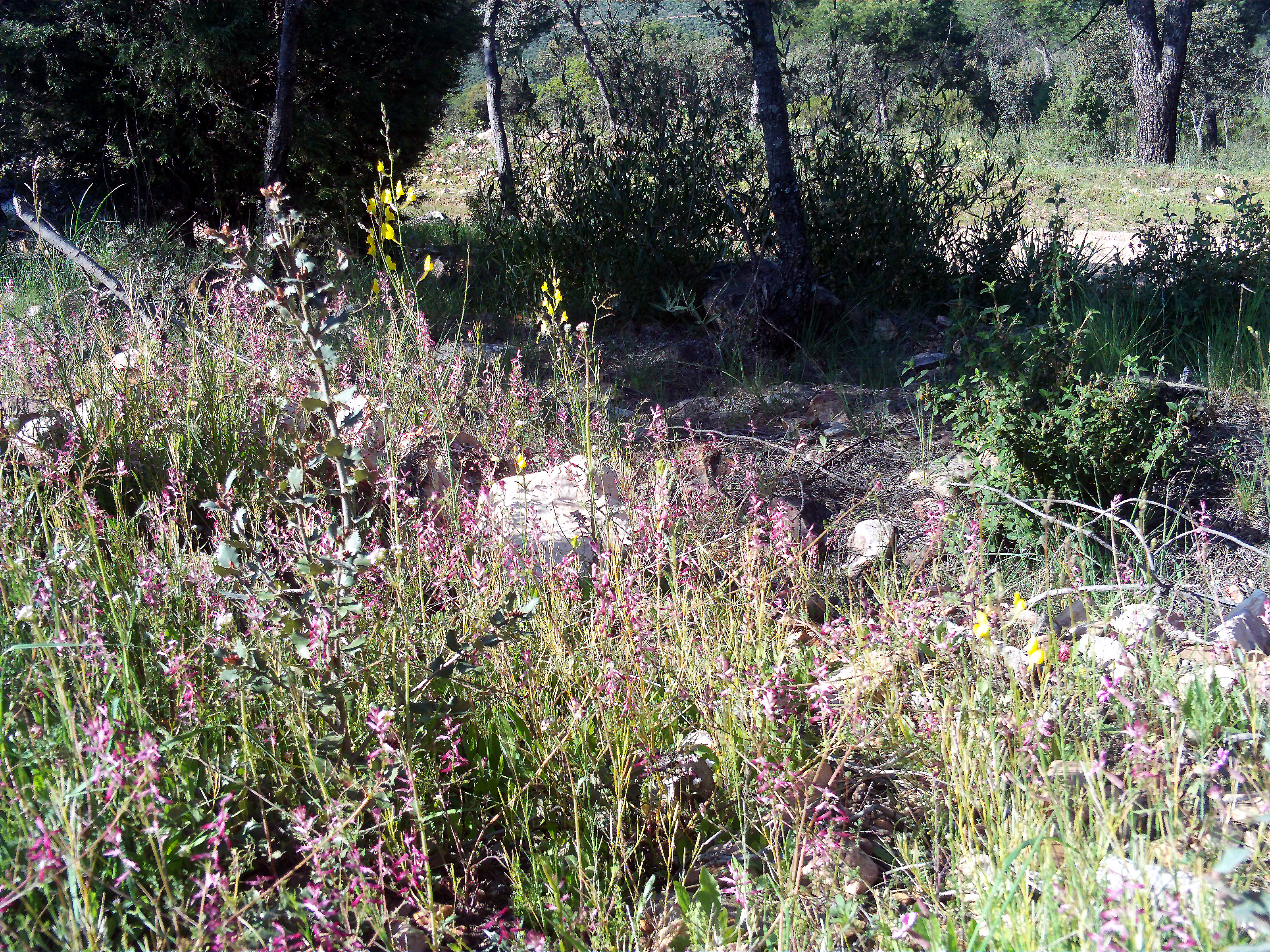